# Antagelse
 Denne artikel bør gennemlæses af en person med fagkendskab for at sikre den faglige korrekthed.

 Der er for få eller ingen kildehenvisninger i denne artikel, hvilket er et problem. Du kan hjælpe ved at angive troværdige kilder til de påstande, som fremføres i artiklen.

Antagelse (el. postulat (latin: postulatum)) er betegnelse for en opfattelse/mening, man kan have (men ikke nødvendigvis har) om et faktisk forhold i nutiden, fortiden eller fremtiden. Er synonymer med påstand.  F.eks. kan en antagelse være, at den næste regering i Danmark bliver en socialdemokratisk ledet mindretalsregering med SF som koalitionspartner med støtte fra Enhedslisten og De Radikale.

## Sandhedsværdi
Om en antagelse gælder i almindelighed, at den, med mindre sandhedsværdien i forvejen er kendt, kan være en af flg.:
1. sand
2. usand
3. sandsynlig
4. tvivlsom
5. hypotetisk

Af disse muligheder er den sidste (femte) for så vidt den mest interessante. Den benyttes nemlig flittigt i pædagogisk sammenhæng og som et grundelement i mange argumentationer, herunder videnskabelige, tekniske og politiske argumentationer. Meningen hermed er selvfølgelig at få eventuelle opponenters mening til at fremstå som absurd, således at kun den rigtige mening, dvs. argumentatorens egen står tilbage som den eneste overbevisende mulighed.

## Eksempel på brug af en hypotetisk antagelse
Lad os antage, at det er muligt for en dygtig tryllekunstner at forudsige udfaldet af en lottotrækning. Jamen hvis det er tilfældet, hvorfor i alverden så spilde sin tid med gøgl, når man i stedet ville kunne indkassere lottogevinster i millionstørrelse på stribe. En dygtig tryllekunstner ville vel næppe være så tåbelig. Ergo kan man roligt gå ud fra, at den slags postulerede magiske numre selvklart er ren svindel.